# خوان پاردس
خوان پاردس (اسپانیایی: Juan Paredes‎؛ زادهٔ ۲۹ ژانویه ۱۹۵۳) بوکسور اهل مکزیک بود.
وی در مسابقات کشوری و بین‌المللی در مجموع برندهٔ ۱ مدال برنز شده‌است.